# Премия Анри Малерба
Премия Анри Малерба (фр. Prix Henri-Malherbe) — французская литературная премия, учреждённая в 1953 году ассоциацией Association des écrivains combattants. Премия носит имя писателя Анри Малерба, получившего в 1917 году Гонкуровскую премию. Присуждается каждый год за лучшее эссе.

## Список победителей
- 1963 — Bernard Gavoty
- 1964 — Jean Toulat
- 1965 — André Jean Ducasse
- 1966 — René-Gustave Nobécourt
- 1967 — André Latreille
- 1968 — André Brissaud
- 1969 — Janine Weill
- 1970 — Louise Weiss
- 1971 — Christian Bernadac
- 1972 — Raymond Leopold Bruckberger
- 1973 — Пьер Бийот
- 1974 — Alain Griotteray
- 1975 — Georges Poisson
- 1976 — Michel Droit
- 1977 — Пьер-Поль Грассе
- 1978 — Jean-Émile Charon
- 1979 — André Piettre
- 1980 — Suzanne Labin
- 1981 — André Gillois
- 1982 — Frédérique Hébrard
- 1983 — Jacques Bloch-Morange
- 1984 — Yves Coppens
- 1985 — Jean Hamburger
- 1986 — Jean-André Renoux
- 1987 — Bernard Destremau and Albert Chambon
- 1988 — Claude des Presles
- 1989 — Pierre Deniker
- 1990 — Anne Muratori-Philip
- 1991 — Jean-Jacques Antier
- 1992 — Bernard Pierre
- 1993 — Жак Шабан-Дельмас
- 1994 — Мишель Дебре
- 1995 — Ален Пейрефит
- 1996 — Jean-Pierre Bois
- 1998 — Hélène Simon
- 1999 — Claire Daudin
- 2001 — Etienne de Montety
- 2002 — Xavier Boniface
- 2003 — Philippe Masson
- 2004 — Arnaud Tessier
- 2005 — François Kersa
- 2006 — Annie Laurent
- 2008 — Stéphanie Petit
- 2009 — Nicolas Beaupré
- 2010 — Энтони Бивор
- 2011 — Валери Жискар д’Эстен